# Inhibitor aromatične L-aminokiselinske dekarboksilaze
Inhibotor aromatične  L-aminokiselinske dekarboksilaze (Inhibitor DOPA dekarboksilaze, DDCI, AAADI) lek je koji inhibira sintezu dopamina posredstvom enzima aromatična-L-aminokiselinska dekarboksilaza (AAAD, DOPA dekarboksilaza, DDC).

## Indikacije
Periferni DDCI ne prolaze kroz krvno-moždanu barijeru (BBB) i koriste se zajedno sa L-DOPA (Levodopa) u tretmanu Parkinsonove bolesti (PD). Oni blokiraju perifernu konverziju L-DOPA molekula u dopamin, radi redukovanja nepoželjnih nuspojava.